# Internationale Olympiade der Geowissenschaften
Die Internationale Olympiade der Geowissenschaften (englisch International Earth Science Olympiad, IESO), eine der dreizehn internationalen Wissenschaftsolympiaden, ist ein jährlicher Wettbewerb für Schüler der Sekundarstufe, der ihre Fähigkeiten in Disziplinen wie Geologie, Meteorologie, Umweltwissenschaften und terrestrische Astronomie testet. Gewinner der jeweiligen nationalen Wettbewerbe werden eingeladen, an der IESO teilzunehmen, und alle daran interessierten Länder werden eingeladen, zur IESO beizutragen.
Die IESO ist eine der drei Internationalen Wissenschaftsolympiaden (zusammen mit der Internationalen Linguistik-Olympiade und der Internationalen Olympiade für Astronomie und Astrophysik), die einen internationalen Teamwettbewerb beinhalten.
Die Aufgaben betreffen Astronomie, Geologie, Geophysik, Meteorologie, Ozeanographie, Atmosphärenwissenschaften, Geosphäre, Hydrosphäre und erneuerbare Energien.

## Geschichte
Das IESO wurde zuerst von südkoreanischen Geowissenschaftlern vorgeschlagen und schließlich umgesetzt. Die Korean Earth Science Society (KESS) organisierte 2003 die erste Korean Earth Science Olympiad. Der internationale Wettbewerb wurde später im selben Jahr als eine der Hauptaktivitäten der International Geoscience Education Organization (IGEO) angenommen. Diese nichtstaatliche Organisation setzt sich für Qualitätsverbesserung der geowissenschaftlichen Bildung weltweit ein und ermutigt Schüler, an der IESO teilzunehmen.
Im November 2004 kamen in Seoul Vertreter aus zehn Ländern zusammen, um den Lehrplan und das Format des IESO zu diskutieren. Es wurden 23 Präsentationen gehalten und das IESO-Beratungskomitee gegründet. Mitglieder waren Hendra Amijaya, Roberto Greco, Ken-ichiro Hisada, Thomas Lorillard Tailer, Chang Chun-Yen, Miguel Cano, Shankar Rajasekharaiah und Chan-Jong Kim, Vorsitzender war Moo Young Song.
Die IESO-Lehrplankomission (IESO Syllabus Commission) wurde 2005 entwickelt.
Das erste IESO fand im Oktober 2007 in Daegu, Südkorea, statt. Teilnehmerländer waren Indien, Indonesien, Israel, Japan, Korea, Mongolei, Nepal, Nigeria, die Philippinen, Taiwan und die USA. Das Team von Chinesisch Taipeh gewann mit drei Goldmedaillen und einer Silbermedaille den ersten Platz, das koreanische Team belegte mit einer Gold- und drei Silbermedaillen den zweiten Platz, die Vereinigten Staaten folgten mit zwei Silber- und zwei Bronzemedaillen auf dem dritten Platz und Indien mit zwei Silbermedaillen auf dem vierten Platz.
Das zweite IESO wurde 2008 in Manila, Philippinen, unter dem Thema „Cooptition in Addressing Climate Change“ (Kooptation bei der Bekämpfung des Klimawandels) veranstaltet (das Wort „Kooptation“ bezieht sich auf eine Kombination aus Wettbewerb und Kooperation). Sein Ziel war es, die weltweite erdwissenschaftliche Bildung und die internationale Zusammenarbeit bei der Minderung anthropogener Umweltschäden zu fördern.
Die dritte IESO fand im September 2009 in Taipeh, China, mit dem Thema „Human Environment“ (Menschliches Umfeld) statt. Erstmals dabei waren Argentinien, Kambodscha, Frankreich, Italien, Nepal, Singapur, Sri Lanka, Thailand, Großbritannien und die Ukraine teil. Die Aufgaben betrafen Astronomie, Geologie, Geophysik, Meteorologie, Ozeanographie und Atmosphärenwissenschaften.
Die vierte IESO fand im September 2010 in Yogyakarta, Indonesien, unter dem Motto „Die Gegenwart ist der Schlüssel zur Zukunft“ statt. Hinzu kamen Korea, Kuwait, die Malediven, Russland und Rumänien.
2011 fand die fünfte IESO in Italien statt.
Die IESO 6 wurde 2012 in Argentinien durchgeführt.
Die siebte IESO wurde 2013 in Mysuru, Indien veranstaltet.
Santander, Spanien, war der Veranstaltungsort der achten IESO 2014.
Die neunte IESO 2015 fand in Poços de Caldas, Minas Gerais, Brasilien statt.
In Japan fand die zehnte IESO 2016 mit 31 teilnehmenden Ländern statt.
Die elfte IESO wurde 2017 in Frankreich veranstaltet
In Thailand wurde die zwölfte IESO 2018 durchgeführt, wobei die USA Goldmedaillen gewannen.
Die 13. IESO fand 2019 in Südkorea statt. Die USA erlangte das zweite Mal in folge Gold.
Aufgrund der Covid-19-Pandemie wurde die IESO 2020 auf das nächste Jahr verschoben, wobei die IESO 2021 virtuell mit geändertem Format durchgeführt wurde. Jedes Land durfte ein Team von acht Schülern bilden, die an einer oder mehreren Aktivitäten teilnehmen konnten. Die Aufgaben waren sechs Aktivitäten: Data Mining Test, National Team Field Investigation (NTFI), Earth Systems Project (Erdsystemprojekt ESP), Mission to Mars, Earth Systems Pledge und IESO Art and Science. Wettbewerbsaktivitäten wurden mit ausgezeichnet, sehr gut oder gut bewertet.

## Auswahlverfahren
Auswahlverfahren für Teams, die beim IESO vertreten sind, variieren von Land zu Land. Während Länder wie China und Australien Prüfungen durchführen, deren Schwierigkeitsgrad zum Zweck der Teamauswahl schrittweise zunimmt, werden in den Vereinigten Staaten Studenten von der United States Earth Science Organization (USESO) nach einer Reihe von Prüfungen ausgewählt, die in einem Sommercamp durchgeführt werden, das für die Auswahl und Vorbereitung von Teams bestimmt ist. Das USESO-Programm bietet auch Mock-Team-Events und Feldpraktika zur Vorbereitung auf ähnliche Veranstaltungen am IESO an.

## Übersicht
| Nr | Jahr | Ort                                     | Ort                                     | Thema                                                   |
| -- | ---- | --------------------------------------- | --------------------------------------- | ------------------------------------------------------- |
| 1  | 2007 | Südkorea                                | Daegu                                   | Earth for Life, Universe for Future Life                |
| 2  | 2008 | Philippinen                             | Manila                                  | Cooperation in Addressing Climate Changes               |
| 3  | 2009 | Taiwan                                  | Taipeh                                  | Humans and the Environment                              |
| 4  | 2010 | Indonesien                              | Yogyakarta                              | The Present is the Key to the Future                    |
| 5  | 2011 | Italien                                 | Modena                                  | Earth Science Renaissance: Science, Environment and Art |
| 6  | 2012 | Argentinien                             | Olavarría                               | Energy, Water, and Minerals for Sustainable Development |
| 7  | 2013 | Indien                                  | Mysore                                  | The Earth is but One Family                             |
| 8  | 2014 | Spanien                                 | Santander                               | Sea and Mountains                                       |
| 9  | 2015 | Brasilien                               | Poços de Caldas                         | Soil                                                    |
| 10 | 2016 | Japan                                   | Mie                                     | Our Future: Earth & Space                               |
| 11 | 2017 | Frankreich                              | Côte d’Azur                             | Standing on the Earth, Gazing at the Planets            |
| 12 | 2018 | Thailand                                | Kanchanaburi                            | Earth Science for All                                   |
| 13 | 2019 | Südkorea                                | Daegu                                   | Passion for Earth Science... Continued                  |
|    | 2020 | aufgrund der COVID-19-Pandemie abgesagt | aufgrund der COVID-19-Pandemie abgesagt | aufgrund der COVID-19-Pandemie abgesagt                 |
| 14 | 2021 | Russland                                | Tyumen (Online)                         |                                                         |
| 15 | 2022 | Italien                                 | Aosta (Online)                          |                                                         |